# エネルギー管理員の講習に関する規則
エネルギー管理講習に関する規則（エネルギーかんりこうしゅうにかんするきそく、平成11年3月31日通商産業省令第48号）は、エネルギー管理員の講習について定めた通商産業省令である。
エネルギーの使用の合理化等に関する法律に基づき定められたものである。